# Phaedrotoma riocalaoensis
Phaedrotoma riocalaoensis är en stekelart som först beskrevs av Fischer 2004.  Phaedrotoma riocalaoensis ingår i släktet Phaedrotoma och familjen bracksteklar. Inga underarter finns listade i Catalogue of Life.